# Érize-la-Brûlée
Érize-la-Brûlée – miejscowość i gmina we Francji, w regionie Grand Est, w departamencie Moza.
Według danych na rok 1990 gminę zamieszkiwało 187 osób, a gęstość zaludnienia wynosiła 17 osób/km² (wśród 2335 gmin Lotaryngii Érize-la-Brûlée plasuje się na 858. miejscu pod względem liczby ludności, natomiast pod względem powierzchni na miejscu 535.).